# 洛波尔萨诺
洛波尔萨诺，是西班牙阿拉贡自治区韦斯卡省的一个市镇。总面积169平方公里，总人口488人（2001年），人口密度3人/平方公里。